# Championnat du Luxembourg de football 1951-1952
Navigation
Saison précédente Saison suivante
La saison 1951-1952 du Championnat du Luxembourg de football était la 38e édition du championnat de première division au Luxembourg. Les dix meilleurs clubs du pays se retrouvent au sein d'une poule unique, la Division Nationale, où ils s'affrontent deux fois, à domicile et à l'extérieur. À l'issue du championnat, pour permettre le passage du championnat de 10 à 12 clubs, il n'y a aucun club relégué et les deux meilleurs clubs de Division d'Honneur, la deuxième division luxembourgeoise, sont promus parmi l'élite.
Cette saison voit le sacre du National Schifflange, qui termine en tête du classement avec un seul point d'avance sur le CA Spora Luxembourg et 3 sur le Stade Dudelange. Il s'agit du tout premier titre national du club. Le tenant du titre, le club de la Jeunesse d'Esch, ne prend que la 7e place au classement, à 7 points du National.

## Les 10 clubs participants
| - Stade Dudelange - National Schifflange - Red Boys Differdange - CA Spora Luxembourg - SC Tétange | - AS La Jeunesse d'Esch - Union Luxembourg - Progrès Niedercorn - Fola Esch - Promu de Division d'Honneur - Racing Rodange |

## Compétition

### Classement
Le barème utilisé pour établir le classement est le suivant :
- Victoire : 2 points
- Match nul : 1 point
- Défaite : 0 point

| Rang | Équipe                   | Pts | J  | G  | N | P  | Bp | Bc | Diff |
| ---- | ------------------------ | --- | -- | -- | - | -- | -- | -- | ---- |
| 1    | National Schifflange     | 24  | 18 | 10 | 4 | 4  | 39 | 26 | +13  |
| 2    | CA Spora Luxembourg      | 23  | 18 | 10 | 3 | 5  | 35 | 28 | +7   |
| 3    | Stade Dudelange          | 21  | 18 | 9  | 3 | 6  | 24 | 22 | +2   |
| 4    | Progrès Niedercorn       | 18  | 18 | 6  | 6 | 6  | 37 | 34 | +3   |
| 5    | Red Boys Differdange (C) | 18  | 18 | 6  | 6 | 6  | 26 | 27 | -1   |
| 6    | Fola Esch (P)            | 18  | 18 | 8  | 2 | 8  | 39 | 40 | -1   |
| 7    | Jeunesse d'Esch (T)      | 17  | 18 | 6  | 5 | 7  | 35 | 28 | +7   |
| 8    | Union Luxembourg         | 17  | 18 | 8  | 1 | 9  | 40 | 45 | -5   |
| 9    | SC Tétange               | 16  | 18 | 5  | 6 | 7  | 29 | 31 | -2   |
| 10   | Racing Rodange           | 8   | 18 | 1  | 6 | 11 | 23 | 46 | -23  |

|  | Champion du Luxembourg 1951-1952                                                             |
|  | Relégation en Division d'Honneur                                                             |
|  | (T) Tenant du titre (C) Vainqueur de la Coupe du Luxembourg (P) : Promu de deuxième division |

## Bilan de la saison
| Championnat du Luxembourg de football 1951-1952 |                                  |
| Champion                                        | National Schifflange (1er titre) |
| Coupes et trophées                              |                                  |
| Vainqueur de la Coupe du Luxembourg 1951-1952   | Red Boys Differdange             |
| Promotions et relégations                       |                                  |
| Promus en Division Nationale                    | Red Star Merl-Belair             |
| Promus en Division Nationale                    | Alliance Dudelange               |
| Relégués en Division d'Honneur                  | Aucun (passage de 10 à 12 clubs) |